# Павлово (Кировски район)
Вижте пояснителната страница за други значения на Павлово.
Павлово (на руски: Павлово) е селище от градски тип в Русия, разположено в Кировски район, Ленинградска област. Населението му към 1 януари 2018 година е 3199 души.